# Fox Automobile
Die Fox-Automobile Aktiengesellschaft Paul Rollmann war ein deutscher Hersteller von Automobilen.

## Unternehmensgeschichte
Der Engländer George Morrison (* 1896; † 1976), der nach dem Ersten Weltkrieg in Deutschland blieb, gründete zusammen mit Paul Rollmann in Köln-Dellbrück ein Unternehmen zur Automobilproduktion. Das Jahr der Gründung wird sowohl mit 1920 als auch mit Februar 1923 angegeben. Hervorgegangen ist das Unternehmen laut einer Quelle aus der Dellbrücker Automobilfabrik Paul Rollmann, die 1920 oder 1922 von Paul Rollmann gegründet wurde. Der Markenname lautete Fox. Zwei Quellen nennen 1924 als das Jahr der Produktionseinstellung. Eine andere Quelle gibt nur an, dass das Unternehmen 1923 infolge der Inflation in Deutschland in Schwierigkeiten geriet und George Morrison im Februar 1927 Deutschland verließ.

## Fahrzeuge
Das Unternehmen stellte sportliche Kleinwagen her, die ein Vierzylindermotor mit 4,98 Steuer-PS antrieb. Die Karosserien wurden in Koblenz gefertigt. Zur Wahl standen ein zweisitziges Coupé, ein offener Zweisitzer und ein Sportmodell mit Spitzheck.